# Granie
Granie – kolonia wsi Łazówek w Polsce, położona w województwie mazowieckim, w powiecie sokołowskim, w gminie Sterdyń.
W latach 1975–1998 kolonia administracyjnie należała do województwa siedleckiego.
Mieszkańcy wyznania rzymskokatolickiego należą do parafii Wniebowzięcia Najświętszej Maryi Panny w Łazówku.